# Empire: Total War
Empire: Total War es un videojuego de tácticas en tiempo real y estrategia por turnos desarrollado por Creative Assembly y publicado por Sega. Empire: Total War es el quinto título de la saga Total War y fue lanzado en Norteamérica el 3 de marzo de 2009, y en el resto del mundo el día siguiente. El juego, el cual se enfoca en la Edad Moderna temprana (siglo XVIII), fue anunciado en la Leipzig Games Convention en agosto de 2007. 
Sigue un estilo de juego e interfaz similares a los primeros títulos de Total War: los jugadores escogen una facción contemporánea del siglo XVIII y se disponen a asegurar el dominio de su facción sobre el mundo conocido a través de la fuerza militar, política, diplomática, espionaje y económica. Aunque el elemento de campaña del juego está basado en turnos, los jugadores pueden dirigir batallas en tiempo real. Además, Empire: Total War es el primer juego en la saga que permite manejar batallas navales en tiempo real. En adición al modo estándar de campaña, el juego incluye una campaña especial que sigue el desarrollo de los Estados Unidos, desde el asentamiento de Jamestown hasta la Guerra de la Independencia. Los jugadores también se pueden enfrentar en recreaciones de varias batallas históricas de la era.
Empire: Total War recibió aclamaciones de la crítica desde su lanzamiento, y es recomendado como uno de los títulos más importantes de estrategia en los últimos tiempos. Se otorgó elogios a la amplitud estratégica, retos históricos precisos y efectos visuales. Las batallas en tiempo real, con un enfoque más grande en armas de pólvora que en títulos más recientes de Total War, fueron exitosamente implementados. Las críticas se enfocaron en deficiencias con la inteligencia artificial y en las batallas navales en tiempo real, estas últimas fueron percibidas como difíciles de controlar y coordinar. El juego fue un éxito comercial, encabezando las listas de ventas dentro de la semana del lanzamiento.

## Jugabilidad
Empire: Total War se enfoca en la exploración, políticas, religión, economía, la fundación de colonias y, por último, en conquistas. El juego está ambientado en la Edad Moderna, desde 1700 hasta las primeras décadas del siglo XIX, permitiendo a los jugadores liderar una variedad de facciones contemporáneas para dominar Europa, África del Norte, América y las Indias. El usuario usa ambas estrategias complejas en el mapa de campaña, así como comandar fuerzas militares en batallas tanto como en el mar y en tierra. Al igual que anteriores juegos Total War, Empire: Total War consiste en dos áreas anchas de juego: un mapa de campaña basado en turnos, que permite al jugador mover ejércitos a través del globo, mantener la diplomacia, el comercio y otras tareas necesarias para administrar su facción; y un modo de batalla en tiempo real que posibilita a los jugadores dirigir el curso de alguna batalla que tenga lugar. Como curiosidad también es conocido por la citación de frases emblemáticas de personajes históricos cercanos a la época en la que transcurre el juego, el Siglo de las Luces.

## Facciones
Empire: Total War incluye un total de cincuenta y seis facciones en el juego, que se dividen en tres grupos:

### Naciones importantes
Las naciones disponibles para jugar la campaña (y sus dirigentes al principio de esta) son las siguientes:
- Austria, Leopoldo I
- Confederación Maratha, Tarabai I
- España, Carlos II
- Francia, Luis XIV de Borbón
- Gran Bretaña, Guillermo III de Orange
- Imperio otomano, Mustafa II
- Polonia-Lituania, Augusto II
- Provincias Unidas, Guillermo III de Orange (el gobernante inglés citado anteriormente)
- Prusia, Federico I
- Rusia, Pedro I
- Suecia, Carlos XII

#### Después de una revolución exitosa
Si una revolución tiene éxito, una monarquía absoluta o constitucional pasará a ser una república, o en el caso de no ser una república, pasará a ser una monarquía constitucional, pero no podrá ser absoluta:
- Austria como república
- La Confederación maratha como república
- España como república
- Francia como república
- Gran Bretaña como república
- El Imperio otomano como república
- Polonia-Lituania como república
- Las Provincias Unidas como monarquía constitucional
- Prusia como república
- Rusia como república
- Suecia como república

### Naciones secundarias
Las naciones secundarias no están disponibles. El jugador puede aliarse con ellas, comerciar o conquistarlas, pero no suelen expandirse por sí solas.
- Baviera
- Caballeros de San Juan
- Confederación Hurona
- Confederación Iroquesa
- Daguestán
- Dinamarca
- Estados Italianos
- Georgia
- Génova
- Hanóver
- Imperio mogol (es una nación importante, pero no está disponible para jugar la gran campaña)
- Marruecos
- Mysore
- Naciones Cheroquis
- Naciones de las praderas
- Naciones Inuit
- Naciones Pueblo
- Persia
- Portugal
- Saboya
- Venecia
- Westfalia
- Wurtemberg
- Piratas

#### Protectorados
Los protectorados son naciones vasallas que brindan recursos a sus protectores bajo ciertas condiciones. Las tres primeras son especiales, pues son protectorados americanos de tres naciones principales y se anexionan tras cumplir unos objetivos. No pueden resurgir una vez anexionadas a sus protectores.
- Nueva España (protectorado de España)
- Luisiana (protectorado de Francia)
- Trece colonias (protectorado de Gran Bretaña)
- Curlandia (protectorado de Polonia-Lituania)
- Estados de Berbería (protectorado del Imperio Otomano)
- Kanato de Crimea (protectorado del Imperio Otomano)
- Sajonia (protectorado de Polonia-Lituania)

### Naciones emergentes
Estas naciones surgen tras una rebelión con éxito. En las rebeliones, aparte de estas naciones, también pueden resurgir las naciones destruidas, incluidas las importantes.
- Estados Unidos (aparece como nación importante)
- Afganistán
- Escocia
- Gran Colombia
- Grecia
- Hesse (sustituye a Westfalia)
- Hungría
- Irlanda
- México
- Mamelucos
- Nápoles y Sicilia
- Noruega
- Quebec
- Punyab

### Rebeldes
Los rebeldes no son una facción concreta. Surgen durante las rebeliones en aquellos territorios donde no hay ninguna nación principal, secundaria o emergente. Siempre están en guerra con todos los países y no puedes negociar con ellos. Sus unidades varían según la región rebelada. Nunca se expandirán, sino que solo defenderán la ciudad rebelada.

## Música
La música para el mapa de campaña y el tiempo de carga fue tomada de los movimientos lentos de los Concerti grossi Op.6 de Arcangelo Corelli.

## Campaña
La campaña principal de Empire: Total War requiere que el jugador escoja una facción y forje un imperio en el mundo del siglo XVIII. Cada facción controla varias provincias históricas, cada una con su pueblo central y un puerto si es un establecimiento costero. El jugador puede producir ejércitos y escuadras para tomar y defender provincias por medios militares, o adoptar diplomacia y política para realizar avances en el juego. En adición, los jugadores pueden usar la economía y la religión a su ventaja, así como medios clandestinos como el espionaje y el asesinato para lograr sus metas. El modo de campaña está basado en turnos, permitiendo al jugador atender a todas las necesidades de su facción antes de terminar su turno y permitir a la inteligencia artificial realizar todas los movimientos de las otras facciones. Cada turno corresponde a seis meses dentro del reloj interno del juego.
El modo de campaña posee un acercamiento similar a los de Rome: Total War y Medieval II: Total War, pero incluye varias mejoras. El juego se caracteriza por tres teatros de juego: Europa y Oriente Medio (En un mismo teatro ambas regiones), América e India, y cuatro rutas de comercio (Indonesia, la Costa de Marfil, África oriental, y Sudamérica (Brasil). La manera en que las provincias funcionan ha sido descentralizada; aunque aún se usa un asentamiento central, otras ubicaciones dentro de una provincia pueden comerciar o reclutar, permitiendo a las facciones afectar la productividad de una provincia sin asaltar el asentamiento principal. La diplomacia, los impuestos, y el comercio han sido simplificados con la intención de hacer la microadministración más simple. Parte de esta simplificación permite a los jugadores designar ministros para permitirles a gobernar mejor aspectos de su reino. Los eruditos trotamundos, los emisarios y los asesinos usados en anteriores títulos para administrar la diplomacia, el comercio y el espionaje han sido remplazados con solo dos unidades: el gentilhombre y los inmorales. El primero maneja las persecuciones diplomáticas, investigaciones y puede retar a otros jugadores a un duelo para deshacerse de ellos honorablemente, mientras que los segundos realizan tareas clandestinas como espionaje, asesinatos y robos. La manera en que los ejércitos son producidos también difiere: más que ser producidos por establecimientos y luego movidos a generales por el jugador, los generales construyen su ejército directamente reclutando de asentamientos cercanos. Los jugadores pueden investigar tecnologías junto a un árbol tecnológico y lograr avances y nuevos descubrimientos en áreas como la infraestructura, la política, la agricultura y el progreso militar.
Durante la campaña, pueden ocurrir cambios en el gobierno debido al surgimiento del republicanismo sobre el dominio tradicional de la monarquía, al igual que se dio en la edad moderna. Por ejemplo, los Estados Unidos solo pueden llegar a existir si el reinante Imperio Británico es incapaz de mantener el orden social. Otro ejemplo es la Revolución francesa, la cual solo ocurrirá si el pueblo francés no está satisfecho con su soberano. Las facciones también tienen un número variable de objetivos, como establecer colonias exitosas, intercambiar rutas de comercio y dominar ciertas regiones como condiciones de victoria. Las rebeliones y revoluciones ocurrirán y son influenciadas por la forma de gobierno en el lugar. Cuando alguna de las dos ocurre, el jugador puede optar por ponerse del lado de las fuerzas rebeldes o de las fuerzas del régimen. El tipo de gobierno instalado por el jugador en su facción determina cómo otras facciones ven al jugador e influencian sus relaciones diplomáticas, así como define ventajas e inconvenientes según el tipo de gobierno al que optemos:
- Monarquía absoluta: Mantiene un gran orden social sobre todo entre la clase alta (nobles en este caso), pero tiene en contra que las investigaciones se realizan más lentas que los otros sistemas y la riqueza de las ciudades o mengua o crece muy lentamente. Tienes control completo de los ministros que gobiernan el país, pudiendo sustituirles o expulsarles. El líder de la facción es permanente hasta su muerte.
- Monarquía constitucional: Es el término medio entre la monarquía absoluta y la república. El clamor por las reformas no afecta a las naciones que tienen esta forma de gobierno.
- República: El orden social es más inestable y no es raro que las colonias mal defendidas y lejanas se rebelen, pero como contraposición el tiempo de investigación es más rápido y tanto la población como la riqueza de las regiones puede crecer velozmente. Tienes un control relativo sobre el gobierno y menos control sobre los distintos ministros, que solo pueden ser expulsados. Si se da el caso de que el lider de la facción no ejerza bien su poder, puede ser sustituido por otro en las siguientes elecciones, que se celebran cada 8 turnos, es decir, 4 años, o se pueden convocar elecciones anticipadas. Por regla general, los ministros son mejores en este sistema de gobierno.
Mientras que la religión no juega un papel central como lo hacía en Medieval II: Total War, aún es importante a la hora de controlar nuevas religiones capturadas y para definir las relaciones diplomáticas entre naciones.

## Recepción
La recepción de Empire: Total War ha sido extremadamente positiva. El juego se ha vuelto el título de Total War más vendido hasta la fecha; Empire lideró las ventas británicas de videojuegos para todas las plataformas en la semana de lanzamiento, el primer juego exclusivo de PC en hacerlo desde Football Manager 2008. Sin embargo, la respuesta del consumidor se dificultó por problemas técnicos causados por la incompatibilidad con ciertos controladores Nvidia y con el sistema Steam.